# 2025년 이베리아반도 정전
2025년 이베리아반도 정전은 2025년 4월 28일 오후 12시 33분 (CEST), 이베리아반도를 중심으로 발생한 대규모 정전 사태이다. 스페인과 포르투갈, 안도라, 프랑스 남부 지역이 직접적인 피해를 입었다.
스페인 전력 관리기업 레드엘렉트리카는 정전 원인이 불명이라 밝혔으며, 포르투갈 전력 공급업체 REN은 유럽 전력 시스템의 문제로 추정했다. 유럽 연합 집행위원회는 사이버 공격 가능성을 부인하였다. REN은 이번 정전으로 스페인에서 4800만 명, 포르투갈에서 1050만 명이 피해를 입은 것으로 추산했다.

## 상세

### 스페인
스페인 전력망 관리기업 레드엘렉트리카는 오후 8시 35분까지 전국 전력용량의 35% 이상을 복구했다고 밝혔다. 이와 동시에 전국 전력의 완전한 복구에는 6시간~10시간 정도가 소요된다고 밝혔다. 스페인 내무부는 국가 비상사태를 선포하였다.
스페인 전역의 공항을 관리하는 AENA는 예비전력 시스템으로 운영을 전환하였으며, 일부 항공편은 결항 처리됐다. 수도 마드리드에서는 신호등이 꺼져 교통이 마비되었으며, 통신 두절 등 기반시설의 전력공급 중단으로 인한 피해를 입었다. 마드리드 지하철도 운행 중단으로 승객들이 대피하는 소동이 벌어졌다. 마드리드 오픈 테니스 대회도 경기 도중 정전으로 중단되었으며, 에너지 기업 모에베는 정유 공장의 가동을 일시 중단하였다. 바르셀로나 역시 대중교통과 신호등, 통신 서비스가 중단되었다. 원자력 발전소에도 일부 영향을 끼쳤다. 스페인과 붙어있는 영국령 지브롤터는 유럽 전력망이 아니기에 피해가 거의 없었다.
28일 스페인 내무부는 정전 사태로 인한 국가 비상사태를 선포했으며, 전력이 빠르게 복구되는 중이다.
갈라시아주에서 6명의 사상자가 나왔으며, 그 중에선 ‘타보아델라’라는 인구가 약 1500명 되는 작은 도시에서 고장난 가정용 발전기를 돌리려고 시도하다가 일상화탄소 중독으로 일가족 3명이 사망했다. 7번째 사망자는 마드리드에 일어난 화재 사고로 1명의 사망이 보고 되었으며 이 화재로 13명의 부상자도 나왔다.
스페인의 광역자치주 중 하나인 카나리아 제도에서는 특정 네트워크를 사용하는 사람들에게 오후 3시 쯤에 상점, 마트 등등에서 카드 결제가 잠깐 먹통이 됬었다.

### 포르투갈
포르투갈에서는 수도 리스본 일대와 북부, 남부 지역이 정전으로 피해를 입었다. 리스본 공항이 폐쇄돼 여행객들이 대기 상태에 들어갔으며, 리스본 지하철과 포르투 지하철도 운행이 중단되어 승객들이 긴급 대피하였다. 또 포르투갈 전국의 신호등이 고장났다. 4월 29일까지 전력이 복구 됐다.
집에서 인공호흡기를 달고있었던 77세의 피해자는 정전으로 인해 인공호흡기가 꺼지자, 의료 시설에 도움을 요청했지만, 너무 늦게 도착해서 결국 사망했다.

### 안도라
전기 공급 업체 ‘ Forces Elèctriques d'Andorra ’는 스페인의 정전이 아주 짧은 시간 동안 영향을 끼쳤으며, 인터넷 연결이 잠깐 지연됐다고 했다.

### 프랑스
프랑스 바스크 지역이 정전으로 약 1시간(도시에 따라 몇분 동안 지속된 곳도 있음) 동안 영향을 받았으나 전력이 빠르게 복구되었다.

### 2차 영향

#### 모로코
오랑주는 스페인에 메인 서버가 있어서 스페인이 정전이 되자 오랑주의 서버가 잠시 다운되었었다.

#### 그린란드
정전이 일어난 국가들에 의존하던 통신 회사 Tusass가 유럽 정전으로 잠시 통신 불가 상태였었다.

## 사진

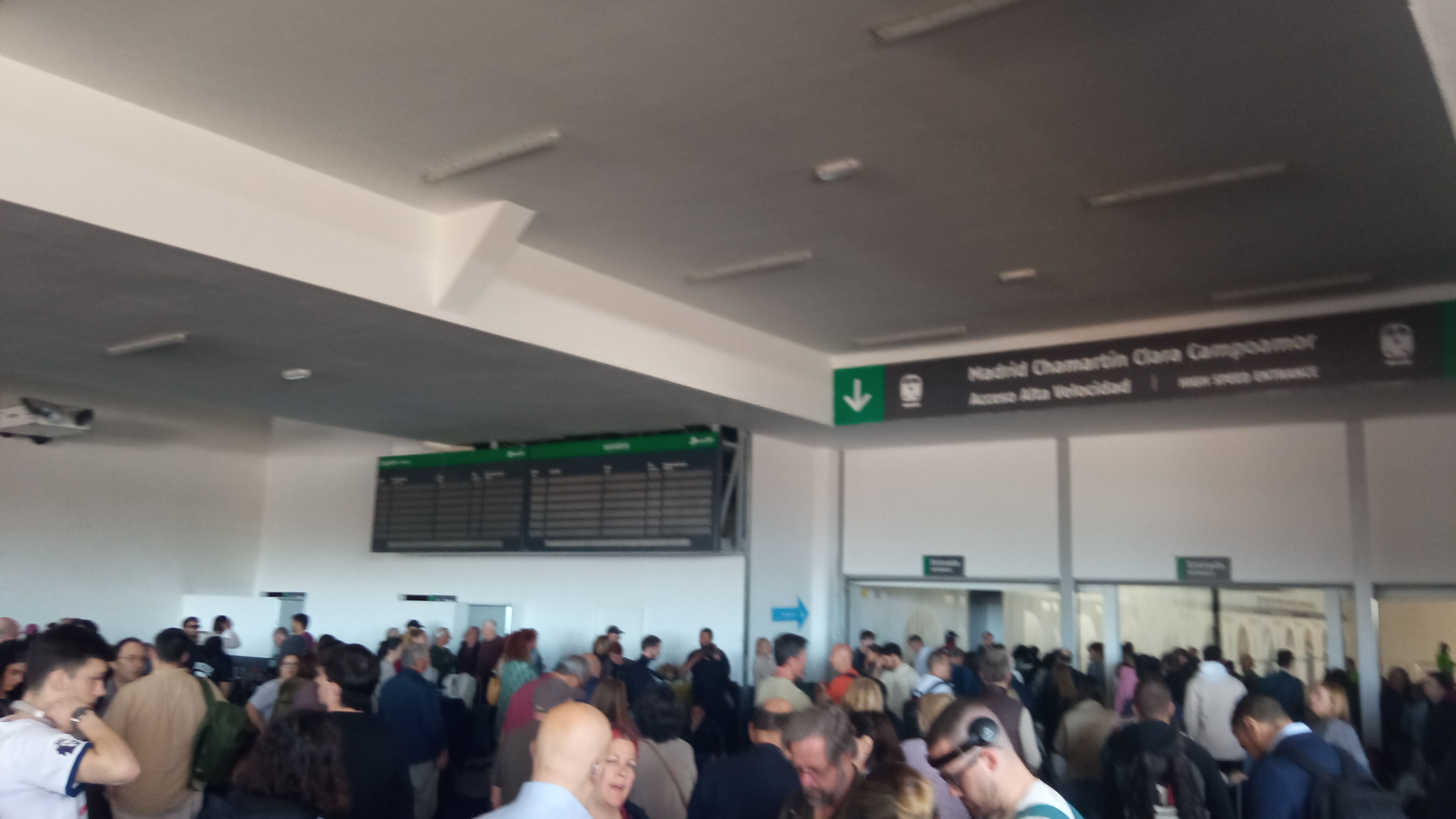
대규모 정전으로 인하여 열차가 중지된 마드리드 클라라 캄포아모르 기차역
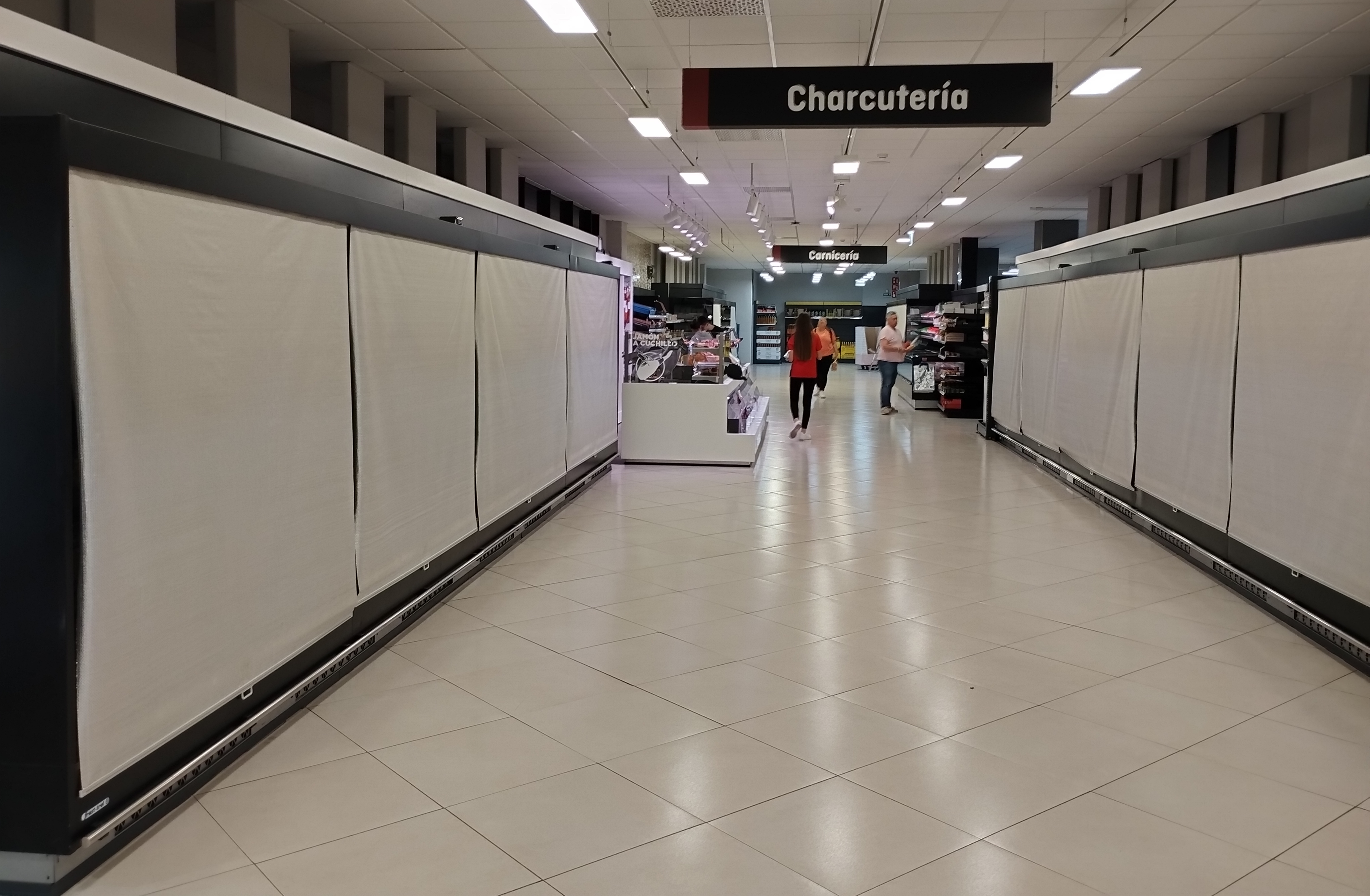
스페인 카르타게나 라 부가다의 샤르쿠테리 구역에서 대규모 정전으로 인하여 냉장 보관을 할 수가 없어  방수포로 덮인 선반
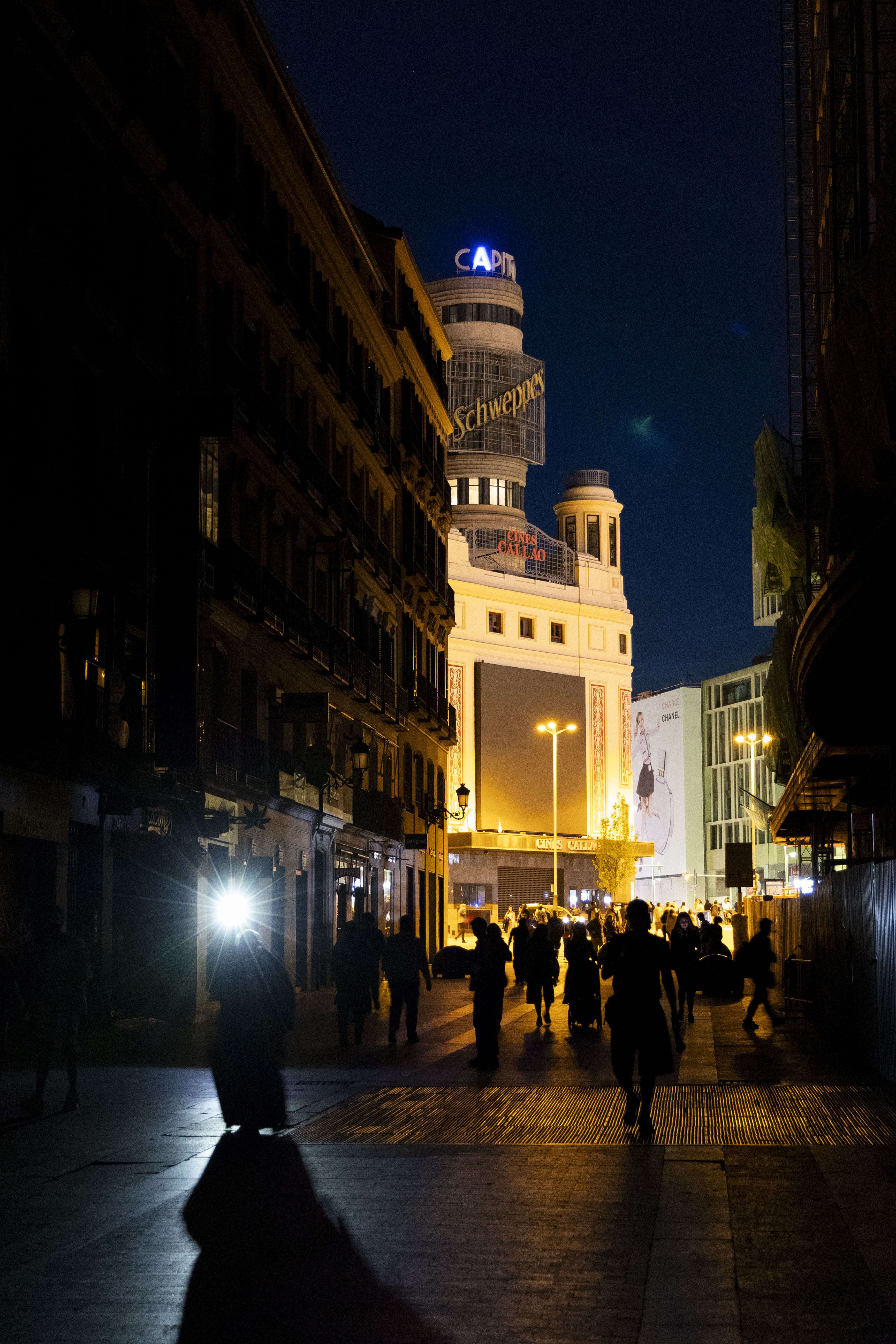
정전 당시 프레시아도스 스트리트에서 칼라오 광장 쪽으로 보이는 전망, 프레시아도스는 여전히 어두운 반면 칼라오는 부분적으로 전력이 복구되었다